# Революционная улица (Ижевск)
Революционная улица — одна из исторических центральных улиц Ижевска, расположена в Первомайском и Октябрьском районах города. Проходит от Железнодорожного переулка до улицы Лихвинцева, однако не является сквозной на всём протяжении.
Нумерация домов ведётся с юга на север, от Железнодорожного переулка.

## История
Улица известна с XIX века. До революции именовалась порядковым номером — Девятая улица, поскольку была 9-й по счёту от пруда улицей нагорной части Ижевска.
В 1909—1910 гг. на перекрёстке Девятой и Троицкой улиц была сооружена старообрядческая Покровская церковь. Каменное здание церкви было построено по проекту архитектора Ивана Чарушина.
К 1915 году через Девятую улицу прошла узкоколейная железная дорога, соединившая Ижевский оружейный завод с пристанью Гольяны на Каме. В период Первой мировой войны эта дорога имела важное значение: по ней оружие с Ижевского завода перевозилось на Каму, где грузилось на пароходы для отправки на фронт.
После Октябрьской революции 13 декабря 1918 года Ревграждансовет Ижевска переименовал большинство центральных улиц и площадей города. В соответствии с его решением Девятая улица стала Революционной.
В 1924 году по просьбам жителей узкоколейная железная дорога была разобрана.
В 1929 году южная часть улицы от перекрёстка с Советской улицей получила собственное имя — улица Сталина. Но в 1938 году эта улица была упразднена и вновь объединена с Революционной улицей.
В 1950-е гг. начинается перестройка центра Ижевска, в результате которой большая часть деревянной Революционной улицы была снесена, а на её месте выросли новые каменные многоэтажные дома.

## Расположение
Революционная улица пролегает с юга на север и расположена между Пушкинской улицей и улицей Коммунаров. Большая часть улицы находится в Первомайском административном районе города, но есть несколько домов, относящихся к Октябрьскому району.
Улица начинается от Воткинской линии, в частном секторе Южного жилого района. Здесь же расположены все жилые дома улицы. В частном секторе пересекает Ястребовский и Ботенёвский переулки и выходит к улице Василия Чугуевского. В микрорайоне Ю-2 проходит как квартальный проезд от улицы Чугуевского до улицы 40-летия ВЛКСМ, после чего прерывается.
В Центральном жилом районе сквозной проезд по улице невозможен. В центре Ижевска от Революционной улицы остались лишь пара домов и несколько проездов:
- проезд от улицы Карла Либкнехта до улицы Пастухова (с восточной стороны примыкает улица Краева);
- проезд на юг от Красногеройской улицы до дома № 21а по улице Советской;
- проезд на юг от улицы Лихвинцева до учебных корпусов медицинской академии.

## Примечательные здания и сооружения
По нечётной стороне:
- № 25 — автосервис
- № 199 — старый корпус Ижевской государственной медицинской академии
- № 217 — Удмуртпотребсоюз

По чётной стороне:
- № 64а — торговая компания «Главбаза»

## Транспорт
- Автобус № 15, 15К (ост. Школа)
- Автобус № 49 (ост. Ул. Коммунаров)
- Автобус № 19, 22, 39 (ост. Ул. Чугуевского)
- Троллейбус № 1, 4, 7; автобус № 19, 26, 28, 39, 281 (ост. Ул. Красногеройская)